# Masala chai
Masala Chai (în traducere ceai condimentat) este o băutură din subcontinentul indian constând în ceai făcut cu un amestec de condimente și ierburi aromatice indiene.

## Terminologie

### Chai simplu
Termenul "chai" sau "cha" este doar cuvânt generic pentru "ceai" în mare parte din Asia de Sud (Hindi: Cay, persană:چای, urdu: چاۓ, Cay, marathi: cahā, gujarati: cha, bengali: Cha) și multe alte părți ale lumii. Cu toate acestea, pentru mulți vorbitori de limba engleză care se referă la ceaiul simplu folosind termenul "tea", cuvântul "Chai" a început să se refere la "Masala Chai".
Deși cafeaua este o băutură mai populară în unele zone din sudul Indiei, ceaiul este omniprezent în întreaga Asie de Sud, unde vânzătorii de stradă numiți "chai wallahs" (scris uneori "chaiwalas"), sunt o imagine comună. Chai este, de asemenea, un element popular în genul de restaurante din Asia de Sud cunoscute sub numele de cafenele Irani sau Khanas Chai.
Modul tradițional de preparare a ceaiului constă în fierberea frunzelor de ceai la o temperatură constantă și nu opărirea lor cu apă fiartă. 

### Ceai condimentat
Pentru mulți vorbitori de limba engleză termenul de "chai" este sinonim cu masala chai, după cum este descris mai jos. Pleonasmul chai tea este uneori utilizat pentru a indica faptul că ceaiul cu lapte condimentat este deosebit de alte tipuri de ceai. Numeroase cafenele utilizează termenul chai latte pentru versiunea lor de ceai cu lapte pentru a indica faptul că spuma de lapte folosită într-un Caffè Latte normal este aromată cu un ceai condimentat concentrat în loc de espresso, ceea ce nu presupune neapărat adăugarea de cafea (a se vedea, totuși, modificările suferite de chai-ul din vest la sfârșitul articolului). Unele cafenele și mărci se referă la produsul lor chai tea latte.

## Chai masala tradițional

### Istoric
Plantele de ceai cresc în sălbăticie în regiunea Assam încă din antichitate, dar asiaticii din Asia de Sud sunt cei care au privit ceaiul ca pe un medicament pe bază de plante, mai degrabă decât ca pe o băutură în sine. Unele din amestecurile de condimente folosite pentru chai masala sunt derivate din textele medicale ayurvedice. 
În jurul anului 1830, compania britanică East India a devenit îngrijorată de monopolul pe care-l dețineau chinezii asupra ceaiului, care constituia cea mai mare parte a comerțului lor și care suporta consumul enorm de ceai din Marea Britanie: aproximativ o jumătate de kilogram pe persoană pe an. Coloniștii britanici au observat existența plantelor de ceai Assamese, și au început să cultive plantațiile de ceai pe plan local. În 1870, peste 90% din ceaiul consumat în Marea Britanie era încă de origine chineză, dar în 1900 acesta a scăzut la 10%, fiind în mare parte înlocuit cu ceai cultivat în India (50%) si Ceylon (33%). 
Cu toate acestea, consumul de ceai din India a rămas redus până în momentul unei campanii agresive de promovare desfășurate de către Asociația Indiană de Ceai (de proprietate britanică) la începutul secolului 20, care a încurajat fabricile, minele și fabricile de textile sǎ ofere pauze de ceai lucrătorilor lor. Aceastǎ asociație a sprijinit, de asemenea, multe chai wallahs independente de-a lungul întregului sistem feroviar aflat în dezvoltare. 
Promovarea oficială a ceaiului s-a făcut în modul britanic, acesta fiind servit cu cantități mici de lapte și zahăr. Asociația Indiană de Ceai a dezaprobat inițial tendința furnizorilor independenți de a adăuga condimente și de a mări tot mai mult proporțiile de lapte și zahăr, reducând astfel utilizarea (și, astfel, cumpărarea) de frunze de ceai pe volum de lichid. Cu toate acestea, masala chai în forma sa actuală, s-a impus ferm ca o băutură populară, nu doar surclasând Rajul Britanic ca răspândire, dar trecând dincolo de Asia de Sud spre restul lumii.

### Pregătire
Cea mai simplă metodă tradițională de pregătire a chai-ului masala este să se fiarbă activ un amestec de lapte si apă cu ceai de frunze moi, îndulcitori și condimente întregi. Piețele indiene de peste tot în lume vând mărci diferite de "Chai masala," (hindi [Chay masala], "ceai cu condimente"), în acest scop, deși mulți consumatori preferă amestecurile proprii. Frunzele de ceai și resturile de condimente sunt îndepărtate din ceai înainte de servire. 
Metoda poate varia în funcție de gust sau obiceiuri locale: de exemplu, se pot combina toate ingredientele de la început, se aduce amestecul la fierbere, apoi se strecoară imediat și se servește; sau se fierbe frunzelor la foc mic pentru o perioadă mai mare de timp, sau se începe prin aducerea frunzelor de ceai la fierbere și adăugarea condimentelor numai spre sfârșit (sau invers). 

### Ingrediente
Nu există o rețetă fixă sau o metodă de preparare pentru chai masala și multe familii au propriile versiuni de ceai. Cele mai multe tipuri de Chai conțin urme de cofeină. Frunzele de ceai (sau ceaiul praf) se opăresc în apa fierbinte suficient de mult timp pentru a extrage aroma intensă, în mod ideal, fără eliberarea unor taninuri amare. Datorită gamei largi de variante posibile, masala chai poate fi considerat o clasă de ceai, mai degrabă decât un anumit tip de ceai. Cu toate acestea, toate tipurile de chai masala au următoarele patru componente de bază:

#### Ceaiul de bază
Articol principal: ceai 
Ceaiul de bază este, de obicei, un ceai negru puternic, cum ar fi Assam, astfel încât condimentele și îndulcitorii nu-i slăbesc aroma. De obicei, se folosește un tip specific de Assam numit "mamri". Ceaiul Mamri este un ceai care a fost tratat într-un mod special și care creează granule și nu de frunze de ceai. Este ieftin și este ceaiul cel mai des folosit în India. Cu toate acestea, o mare varietate de ceaiuri sunt folosite pentru a face Chai. Cele mai multe tipuri de Chai în India sunt preparate cu ceai negru puternic, dar Kashmir Chai este preparat cu ceai Gownpowder. 

#### Îndulcitor
Articol principal: îndulcitor 
Se folosește zahărul alb simplu, zahărul Demerara, alte zaharuri maro, zahăr de palmier sau de nucă de cocos, sau miere. Jaggery este, de asemenea, utilizat ca îndulcitor, mai ales în zonele rurale din India. O cantitate mare de zahăr poate fi folosită pentru a sublinia aroma de mirodenii; există o rețetă care folosește trei linguri de zahăr în 3 ½ cești de Chai. Se poate adăuga lapte condensat, de asemenea, cu scop dublu: îndulcitor plus lapte. 

#### Lapte
Articol principal: lapte
De obicei, se utilizează laptele integral pentru consistența sa. În general, Masala Chai se face prin amestecarea a ¼ până la ½ părți de lapte cu apă și încălzirea lichidului până aproape de fierbere (sau chiar până la fierbere). După cum s-a menționat mai sus, unii oameni preferă să folosească laptele condensat în masala chai pe post de îndulcitor și lapte. 

#### Condimente
Chai-ul Masala tradițional este o băutură tonică, puternic condimentată, preparată cu așa-numitele condimente “calde”. Pentru ceaiul de bază, wallah chai (cei ce prepară ceaiul) folosesc ghimbir proaspăt și păstăi de cardamom verde. Cele mai multe tipuri de chai masala încorporează una sau mai multe dintre următoarele: nucșoară, scorțișoară, ghimbir, semințe de fenicul, piper și cuișoare. 
În mod tradițional cardamomul este o notă dominantă, completată de alte condimente, cum ar fi cuișoarele, ghimbirul, sau piperul negru; ultimele două adaugă un gust picant plăcut. În India ghimbirul proaspăt este adesea folosit. 
Cu toate acestea, în vestul Indiei, feniculul și piperul negru sunt în mod expres evitate. Versiunea Kashmir Chai este preparată cu ceai verde în loc de ceai negru si are un amestec mai subtil de arome: migdale, cardamom, scorțișoară, cuișoare și, uneori, șofran. În Bhopal, de obicei, se adaugǎ un praf de sare. 
Alte ingrediente posibile includ nucșoară, aromă de trandafir (în acest caz, petalele de trandafir sunt fierte împreună cu frunzele de ceai), sau rădăcină de lemn dulce.

## În afara Indiei
Deoarece popularitatea chai-ului masala s-a răspândit în întreaga lume, natura băuturii s-a schimbat în diverse moduri, dincolo de terminologia vastă menționată mai sus. Forma sa originală rămâne disponibilă în restaurante care servesc preparate din bucătăria din Asia de Sud, dar în afara acestor locuri, mulți occidentali consumă "Chai" sub forma unei băuturi rece care seamănă cu un milkshake precum și ca pe un ceai fierbinte condimentat.

### Ceai pe bază de amestecuri/ concentrate
Lichidele "concentrate chai" au devenit foarte populare pentru confortul lor, deoarece  aceste siropuri condimentate pe bază de ceai, îndulcite,  necesită doar diluarea lor cu lapte, apă, sau ambele pentru a crea o băutură aromată caldă sau rece. Cele mai multe lanțuri de cafenele utilizează lichide comerciale concentrate în loc sǎ prepare ceai propriu zis. Amestecuri din granule sau praf similare cu cafeaua instant sunt, de asemenea, disponibile în comerț. 
Atât amestecurile granulare cât și lichidele concentrate pot fi preparate la domiciliu. Un concentrat de lichid poate fi făcut din prepararea unui ceai foarte condimentat, astfel încât diluarea unei cantități mici într-o cană de apă fierbinte sau într-un pahar de lapte rece sǎ rezulte în aproximativ aceeași concentrație de ceai ca într-unul preparat în mod normal - de exemplu, se face un sirop din care este suficientă o cantitate de 30 ml pentru a face o ceașcă de aproximativ 200 ml de ceai normal atunci când este diluat, ceai infuzie (și cantitatea proporțională de condimente) la opt ori concentrația normală. 
În mod similar, ceaiul praf neîndulcit poate fi potrivit în funcție de gusturi, adǎugându-se condimente, zahăr, și (dacă doriți pentru comoditate si textură), lapte uscat degresat și frișcă uscată; rezultatul poate fi amestecat cu apă fierbinte pentru a produce o formă de Masala Chai instant. Această formă de amestec uscat are anumite dezavantaje, cu toate acestea: condimentele praf pot lăsa un reziduu granular neplăcut pe fundul ceștii și se poate dizolva greu în apă rece, în special în prezența laptelui uscat sau dacă se adaugă frișcă praf. 

### Alte tipuri de ceai
Multe supermarket-uri din vest vând acum pliculețe de ceai pre-ambalate - o singură porție de "Chai". Instrucțiunile indică, în general, înmuierea pungii mici de condimente și frunze de ceai / ceai praf într-o cană de apă fierbinte pentru o perioadă mai lungă decât cea necesară preparării unui ceai simplu, obținându-se o băutură care este puțin mai tare decât ceaiul obișnuit, dar cu toate acestea nu la fel de intens ca și ceaiurile preparate în mod tradițional.
Unele supermarket-uri americane oferă, de asemenea, sticle de "chai condimentat", alături de ierburi uscate și alte mirodenii. Spre deosebire de amestecurile de condimente indiene, cele americane sunt în general făcute din condimente sub formă de praf (scorțișoara tinde sǎ fie aroma dominantă) și, uneori, de zahăr; acest amestec poate fi adăugat în ultimul moment la o ceașcă deja preparată de ceai, astfel nefiind nevoie sǎ se strecoare condimentele.

### "Ceai" rece
Ca o alternativă la ceaiul fierbinte, mai multe tipuri de băuturi "Chai" reci au devenit populare în Statele Unite. Acestea variază în complexitate de la simplul ceai aromat, rece, fără lapte, la ceaiul condimentat cu gheață și lapte (sau frișcă vegetală) - toate acestea amestecate într-un blender și servite cu frișcă. Aceastǎ combinație din urmă este cunoscută sub numele de chai frappuccino blended crème la Starbucks sau blended chai latte la It's a Grind Coffee House sau alte cafenele.

### Componente
Multe preparate comerciale din vest, cum ar fi Oregon Chai folosesc ingrediente non-tradiționale, cum ar fi ciocolata sau vanilia, ducând condimentele tradiționale masala la un rol relativ minor. O companie din Marea Britanie numita ChaiChai produce versiuni de chai făcute cu ceai de frunze, folosind arome cum ar fi ciocolata și vanilia și păstrând în același timp intacte condimentele tradiționale. În timpul sezonului de Crăciun, o preparare rapidă a unui Chai se poate face prin combinarea ceaiului simplu cu lichior de ouă, rezultând într-o băutură lactată comodă, condimentată, îndulcită. 
Variantele ce nu sunt pe bază de ceai pot fi pregătite cu tizane pe bază de plante, cum ar fi rooibos, sau cu băutura yerba mate din America de Sud. 
Unele cafenele din Statele Unite oferă o versiune de chai masala combinat cu espresso, dar această băutură nu are un nume recunoscut universal. În funcție de locul unde se servește, acesta poate fi numit "java chai", "red eye chai", "chai charger", "tough guy chai", "dirty chai", sau poate avea multe alte nume diferite. [Necesită citare] Cu toate acestea, în ciuda tendinței comune din multe țări de a se folosi termenul de "latte" pentru a desemna "café latte", termenul "chai latte" nu implică, în general, prezența de cafea în băutură; a se vedea terminologia pentru ceai condimentat prezentată mai sus.

## Legături externe
- Prepararea Chai-ului pe [YouTube]
- Chai Wala Arhivat în 18 februarie 2011, la Wayback Machine.
- Garam Chai - Rețeta tradițională a Chai-ului